# Homonyx feyeri
Homonyx feyeri är en skalbaggsart som beskrevs av Ohaus 1913. Homonyx feyeri ingår i släktet Homonyx och familjen Rutelidae. Inga underarter finns listade i Catalogue of Life.